# Jean Barraqué
Pour les articles homonymes, voir Barraqué.
Cet article possède un paronyme, voir Jean-Pascal Barraque.
Jean-Henri-Alphonse Barraqué, né le 17 janvier 1928 à Puteaux et mort le 17 août 1973 à Paris, est un compositeur français ayant particulièrement contribué à l’évolution de la musique sérielle.
Il a été un proche du philosophe Michel Foucault.

## Biographie
Dès le début des années 1940, alors qu'il chante à la Maîtrise de Notre-Dame et apprend le piano, l'écoute de la Huitième symphonie inachevée de Schubert lui révèle sa vocation de compositeur. Il est l'élève de Jean Langlais (harmonie et contrepoint), et surtout, de 1948 à 1951, d'Olivier Messiaen dont il fréquenta assidûment le célèbre cours d'analyse musicale avec Jean-Pierre Guézec (que Messiaen nommera comme remplaçant). Créateur exigeant et à la carrière écourtée — il est décédé à 45 ans — son œuvre ardue et inachevée, voire hermétique au mélomane non averti, est considérée comme majeure. Elle s'inscrit dans le courant musical français de l'après-guerre (musique dite « contemporaine »), avec l'introduction des techniques compositionnelles du dodécaphonisme (sérialisme) et de la musique concrète (sons produits par des objets ou des machines). Toutefois, il reste un compositeur indépendant à l'écriture rigoureuse et concise qui développa la technique des « séries proliférantes », qu'il décrit comme un « mécanisme onirique » où les intervalles s'imbriquent et se désagrègent, engendrant une musique qui « s'invente sur elle-même et se détruit à mesure ».
De 1951 à 1954, il collabore avec le Groupe de recherches musicales dans le studio de musique électronique de la RTF fondé par Pierre Schaeffer, initiateur de la musique concrète. Pour Jean Barraqué, le compositeur est un « musicien qui organise des éléments à l'intérieur d'une limite. » Sa Sonate pour piano, écrite à l'âge de vingt-quatre ans, a souvent été rapprochée de la 2e sonate pour piano de Pierre Boulez, qui lui est contemporaine. Pour le musicologue et compositeur André Hodeir : « On n'avait pas rencontré une telle densité d'écriture depuis la Grande Fugue opus 133 de Beethoven. » Il y a dans cette sonate une mystique du silence que le musicologue François Nicolas qualifie de « mise en devenir silencieux de l'être sonore ».
Il rencontre en 1952 le philosophe Michel Foucault. Ils sont d'abord amis, puis vivent une histoire d'amour orageuse, à laquelle Jean Barraqué met fin en 1956.
En 1955, il s'attelle à la composition d'une œuvre monumentale, La Mort de Virgile, un livre d'Hermann Broch que Michel Foucault lui avait suggéré et qui raconte le dernier voyage du poète au seuil de la mort et face à son œuvre. Malheureusement, seuls quelques fragments seront composés, d'autres détruits à la mort du compositeur ; ce sont eux qui constituent l'ensemble de sa production à partir de cette date. C'est dans son inachèvement que La Mort de Virgile livre la grandeur d'âme et l'humanité du compositeur, mais aussi sa peur existentielle constamment présente, son obsession morbide face à l'inéluctable. Le musicologue Philippe Barraqué souligne que ce destin implacable transparait dans « la fulgurance de sa musique vouée à l'échec, inaboutie, suspendue, gardant intactes les vertiges de sa créativité démesurée, à jamais non révélée ».
Grand admirateur de Beethoven, de Schubert et de Webern, Jean Barraqué est l'auteur d'articles inspirés sur ces compositeurs, ainsi que sur ses conceptions visionnaires de la composition musicale. Une sélection de textes a été rassemblée dans un ouvrage publié en 2001, notamment une étude magistrale de la 5e Symphonie de Beethoven. Chercheur au CNRS, il est l'auteur d'une monographie sur Debussy, qui met en évidence la rupture apportée par ce dernier dans la musique au début du XXe siècle (cf. ses analyses musicales de Pelléas et Mélisande et de La Mer).
Il est nommé Chevalier de l’Ordre national du Mérite en 1973.

## Suite de son œuvre
En 1980, une association Jean Barraqué est créée à Paris dont le président fut Henri Dutilleux.

## MonographieDebussy(extraits)
« Une grande œuvre est essentiellement inachevée ; susceptible d'évolution, elle suppose, dans sa passivité et son indifférence, la métamorphose. Toujours vivante, elle sait s'inscrire aussi bien par ses ombres que par ses lumières. »

— À propos de l'œuvre de Claude Debussy, p. 15

« Le second mouvement propose une pulvérisation sonore telle que le temps musical en devient presque insaisissable. La continuité y est sans cesse remise en valeur, détruite, effacée et reprise. »

— Analyse musicale de la Mer, second mouvement Jeux de vagues, p. 190

« (...), le Dialogue du vent et de la mer présente une réelle dualité hétérogène. (...) Chacune de ces deux forces peut entraîner une situation paroxystique. La première — celle du chaos — est personnalisée par des sonorités, des timbres et une accentuation très violente ; la seconde exagère au contraire un caractère monoforme dans sa volonté “chantante”. (...) Ces forces — et non plus ces thèmes — connaissent des métamorphoses conductrices, à fonctions mobiles, qui créent des zones de “mutation poétique”. »

— Analyse musicale de la Mer, troisième mouvement Dialogue du vent et de la mer, p. 192)

## Œuvres musicales
- 1949  : Sonate pour violon seul[11]
- 1950    : Trois mélodies, pour voix et piano (1re version de Séquence).
- 1950    : Séquence, pour voix, batterie, et divers instruments.
- 1950-52 : Sonate pour piano.
- 1954    : Étude de musique concrète.
- 1957-68 : Le Temps restitué, pour soprano, chœur et orchestre.
- 1957    :  Sonorité jaune, musique pour un documentaire sur Kandinsky (orchestre).
- 1958-59 :  Musique de scène, pour diverses pièces de théâtre de Jean Thibaudeau (orchestre).
- 1959    : ...au-delà du hasard, pour quatre formations instrumentales et une formation vocale.
- 1961    :  Discours, pour 11 voix solistes, piano et grand orchestre (œuvre inachevée).
- 1966    : Chant après chant, pour six batteurs, voix et piano.
- 1966    : Lysanias, pour solistes, piano et orchestre (œuvre inachevée).
- 1968    : Concerto, pour clarinette, vibraphone et six formations instrumentales.
- 1973    : Portiques du feu, pour chœur à dix huit voix (œuvre inachevée).
- 1973    : Hymnes à Plotia I et II, pour quatuor à cordes et piano (œuvre inachevée).

## Discographie
- Sonate pour piano - Yvonne Loriod, LP Vega 1958 report CD Vega Decca records Universal 2019.
- Concerto, Le temps restitué - Ensemble 2e2m, Paul Méfano, Harmonia Mundi (905199), 1987.
- Séquence. Chant après chant - Joséphine Nendick (soprano), Les Percussions de Copenhague, Tamas Vetö (direction), Astrée, 1970.
- Œuvres complètes - Stefan Litwin, piano, Klangforum Wien, CD 1, dir. Sylvain Cambreling, CD 2, dir. Peter Rundel, CD 3, dir. Jürg Wyttenbach.  CPO (9995692), 1998.
- Sonate pour Piano - Herbert Henck, ECM New Series (1621), 1996.
- Œuvres pour piano , Espaces imaginaires - Jean-Pierre Collot, CD Music edition, Winter & Winter 2019.